# Choi Ji-hee
Choi Ji-hee (nació el 10 de febrero de 1995 en Seúl) es un tenista profesional de Corea del Sur.

## Títulos WTA (1; 0+1)

### Dobles (1)
| Leyenda                    |
| -------------------------- |
| Grand Slam (0)             |
| Juegos Olímpicos (0)       |
| WTA Tour Championships (0) |
| Premier Mandatory (0)      |
| Premier 5 (0)              |
| Premier (0)                |
| International (1)          |

| No. | Fecha                    | Torneo | Superficie | Pareja     | Oponentes en la final       | Resultado |
| 1.  | 23 de septiembre de 2018 | Seúl   | Dura       | Han Na-lae | Hsieh Shu-ying Su-Wei Hsieh | 6-3, 6-2  |

## Títulos WTA 125s

### Dobles (1–0)
| Resultado | Fecha                   | Torneos | Superficie | Pareja     | Oponentes                                 | Resultado |
| --------- | ----------------------- | ------- | ---------- | ---------- | ----------------------------------------- | --------- |
| Campeona  | 26 de diciembre de 2021 | Seúl    | Dura (i)   | Na-lae Han | Valentini Grammatikopoulou Réka Luca Jani | 6-4, 6-4  |